# 喬國楨
喬國楨（?—?），直隸省冀州直隸州南宮縣人，清朝政治人物、同進士出身。
光緒十八年（1892年），参加光緒壬辰科殿試，登進士三甲48名。同年五月，著交吏部掣签分发各省，以知县即用